# Liste von Autoren/N

## Na
Magdalen Nabb (1947–2007)
Vladimir Nabokov (1899–1977)
Maurice Nadeau (1911–2013)
Melinda Nadj Abonji (* 1968)
Karl Gottfried Nadler (1809–1849)
Isabella Nadolny (1917–2004)
Sten Nadolny (* 1942)
Kiran Nagarkar (1942–2019)
Ivan Nagel (1931–2012)
Mirosław Nahacz (1984–2007)
V. S. Naipaul (1932–2018)
Salah Naoura (* 1964)
Donna Jo Napoli (* 1948)
R. K. Narayan (1906–2001)
Wolf-Dieter Narr (1937–2019)
Armin Nassehi (* 1960)
Peter Nathschläger (* 1965)
Hans Joachim Nauschütz (1940–2003)
Michael Nava (* 1954)
Mende Nazer (* ≈1980)
Aquiles Nazoa (1920–1976)

## Nd
Marie NDiaye (* 1967)

## Ne
Otto Nebel (1892–1973)
Ernst Nebhut (1898–1974)
Rosemary Neering (* 1945)
Antonio Negri (1933–2023)
Oskar Negt (1934–2024), D
Rüdiger Nehberg (1935–2020), D
Günter Nehm (1926–2009)
Chloe Neill (* 1975)
Oswald von Nell-Breuning (1890–1991), D
René Nelli (1906–1982), FR
Howard Nemerov (1920–1991)
Ingo Nentwig (1960–2016), D
Pablo Neruda (1904–1973)
Edith Nesbit (1858–1924), GB
Aziz Nesin (1915–1995)
Patrick Ness (* 1971)
Håkan Nesser (* 1950)
Joan Nestle (* 1940)
Ralf Nestmeyer (* 1964)
Johann Nestroy (1801–1862)
Uwe Nettelbeck (1940–2007)
Horst Neubert (1932–2015)
Werner Neubert (* 1929)
Kurt Neuburger (1902–1996)
Rupert Neudeck (1939–2016)
Christian Neuhuber (* 1970), AT
Peter Horst Neumann (1936–2009)
Robert Neumann (1897–1975)
Ronnith Neumann (* 1948)
Wilhelm Neumann (1781–1834)
Wolfgang Neuss (1923–1989)
Erik Neutsch (1931–2013)
Angelika Neuwirth (* 1943)
Walter Netzsch (* 1926)
Annalee Newitz (* 1969)
Lesléa Newman (* 1955)

## Ni
Gerhard Nickel (1928–2015)
Hans Nicklisch (1911–2001)
Friedrich Nicolai (1733–1811)
Nuala Ní Dhomhnaill (* 1952)
Wolf von Niebelschütz (1913–1960)
Ernst Elias Niebergall (1815–1843)
William G. Niederland (1904–1993)
Stephan Niederwieser (* 1962)
Werner Niegisch (* 1931)
Karena Niehoff (1920–1992)
Norbert Niemann (* 1961)
Hans-Jürgen Nierentz (1909–1995)
Doris Niespor (* 1969)
Friedrich Wilhelm Nietzsche (1844–1900)
Anaïs Nin (1903–1977)
Nithard (~790–844)
Bernd Nitzschke (* 1944)
Larry Niven (* 1938)
Hamza Niyoziy (1889–1929)
Paul Nizan (1905–1940)

## No
Christopher Nolan (1965–2009)
Ingrid Noll (* 1935)
Ernst Nolte (1923–2016)
Thubten Jigme Norbu (1922–2008)
Dieter Nörr (1931–2017)
Harold Norse (1916–2009)
Rictor Norton (* 1945)
Hans Erich Nossack (1901–1977)
Regina Nössler (* 1964)
Christine Nöstlinger (1936–2018)
Ernst Erich Noth (1909–1983)
Monika Nothing (* 1942)
Helga M. Novak (1935–2013)
Novalis (1772–1801)
Joachim Nowotny (1933–2014)

## Nu
Malla Nunn (* 19**)
Branislav Nušić (1864–1938)

## Ny
Harri Nykänen (1953–2023)
Eric Nylund (* 1964)